# Amtsgericht Walkenried

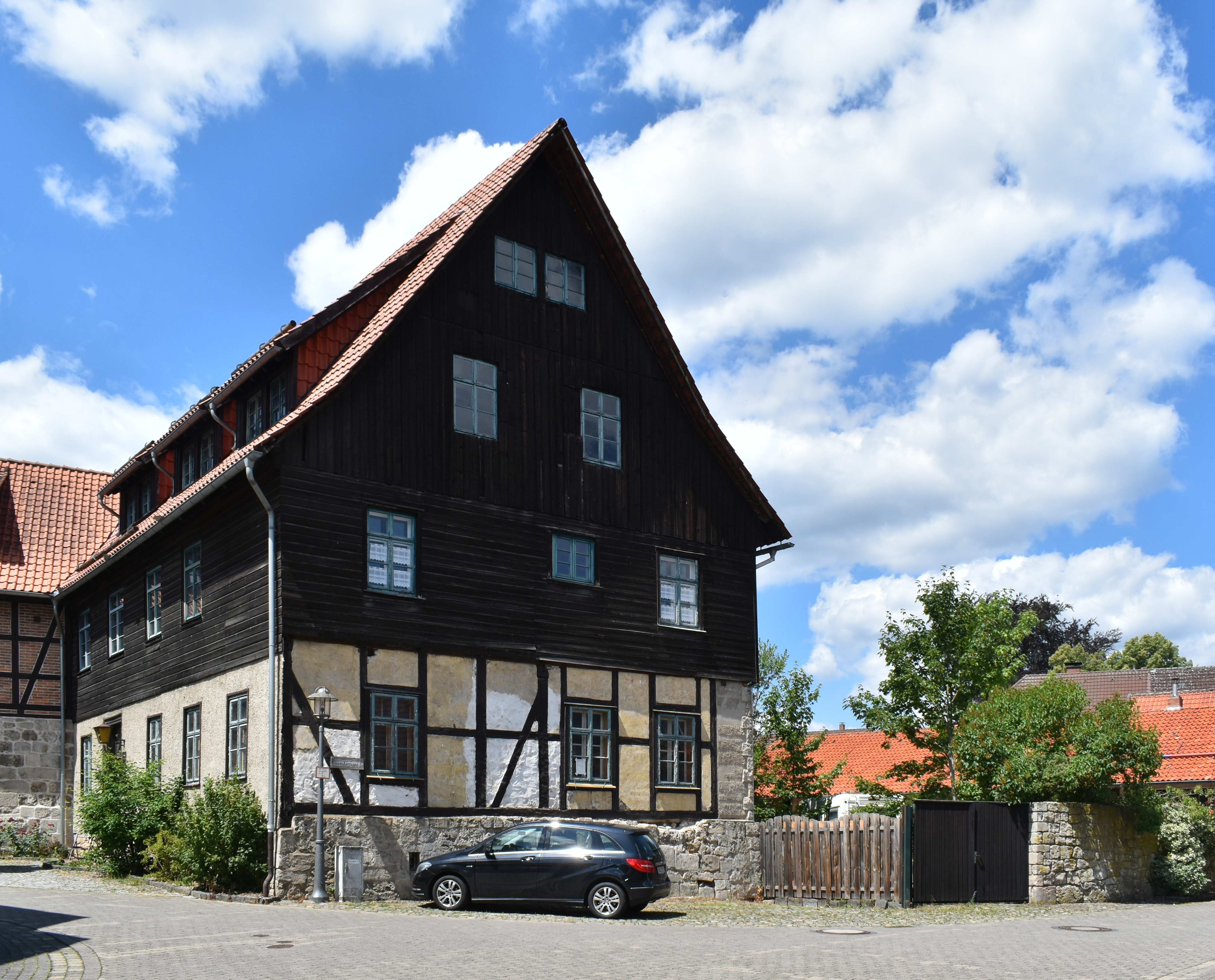
Drostei des Klosters, erstes Gerichtsgebäude

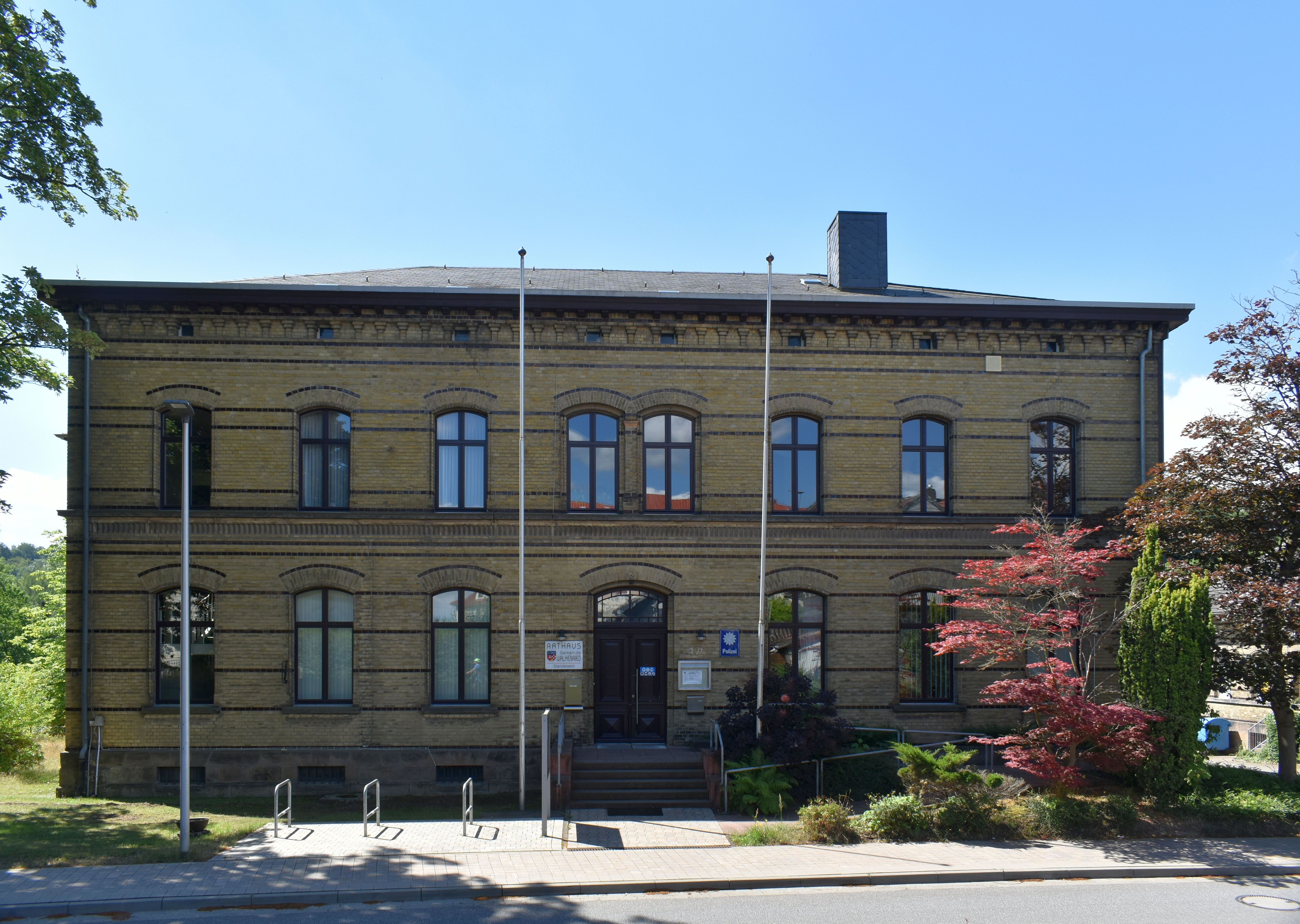
Zweites Gerichtsgebäude, heute Rathaus

Das Amtsgericht Walkenried war ein deutsches Amtsgericht mit Sitz in Walkenried.

## Geschichte

### Von der Märzrevolution bis zu den Reichsjustizgesetzen
Im Herzogtum Braunschweig waren die Ämter gleichzeitig Verwaltungsbehörde als auch Eingangsgericht. In Walkenried bestand das Amt Walkenried. Im Rahmen der Märzrevolution wurde 1848 auch die Trennung der Rechtsprechung von der Verwaltung gefordert. Diese wurde mit dem Gesetz, die Gerichtsverfassung betreffend vom 21. August 1849 umgesetzt. Die Kreise waren nun reine Verwaltungsorgane, die Gerichtsfunktion wurde zum 1. Juli 1850 speziellen Gerichten übertragen. An der Spitze stand das Obergericht Braunschweig, darunter bestand ein Kreisgericht in jedem Kreis und die Eingangsgerichte wurden als Stadt- bzw. Amtsgericht bezeichnet. Für den Landkreis Blankenburg entstand so das Kreisgericht Blankenburg und darunter das Amtsgericht Walkenried als eines von 22 Amtsgerichten des Herzogtums. Der Sprengel des Amtsgerichts umfasste 1863 einen Flecken und vier Dörfer mit 5210 Einwohnern.

### Ab 1879
Im Rahmen der Reichsjustizgesetze wurden reichsweit einheitlich Oberlandes-, Land- und Amtsgerichte gebildet. Im Herzogtum Braunschweig entstand so das Oberlandesgericht Braunschweig und die Landgerichte Braunschweig und Holzminden. Das Amtsgericht Walkenried blieb bestehen und war nun eines der 16 Amtsgerichte, die dem Landgericht Braunschweig zugeordnet waren. Am Gericht bestand 1880 eine Richterstelle. Das Amtsgericht war damit ein kleines Amtsgericht im Landgerichtsbezirk. Es wurden 5094 Gerichtseingesessene gezählt.
Im Jahre 1973 wurde das Amtsgericht Walkenried aufgehoben.

## Amtsgerichtsgebäude
Das Amtsgericht nutzte ursprünglich die ehemalige Drostei des Klosters als Gerichtsgebäude. Das Gebäude (Schloßstraße 8) wird heute als Wohnhaus genutzt und steht unter Denkmalschutz. Später wurde ein eigenes Amtsgerichtsgebäude in der Bahnhofstraße 17 errichtet. Dieses dient heute als Rathaus und steht ebenfalls unter Denkmalschutz.